# Eumops dabbenei
Eumops dabbenei là một loài động vật có vú trong họ Dơi thò đuôi, bộ Dơi. Loài này được Thomas mô tả năm 1914.